# MTV Music (Italia)
MTV Music, precedentemente conosciuto come MTV+, è un canale televisivo a pagamento italiano edito da Paramount Global Italia

## Storia
Il canale nasce il 17 maggio 2010 con il nome MTV+ sul digitale terrestre attraverso il mux TIMB 3.
A partire dal 18 ottobre 2010, l'emittente è diffusa anche via satellite, ma la frequenza Hot Bird è criptata, e dunque visibile in esclusiva per la piattaforma Sky Italia, dove la rete è disponibile al canale 708.
Quando si chiamava MTV+, il palinsesto era composto per metà da videoclip musicali a rotazione e per metà da repliche dei programmi principali di MTV.
Il 1º marzo 2011 il canale adotta il nuovo nome MTV Music e inizia a trasmettere in 16:9 anamorfico.
Il 1º luglio 2011 il canale assume una nuova veste grafica, uniformandosi con i loghi e le grafiche delle altre reti del network. Da tale data MTV Music non trasmette più le repliche dei programmi di MTV, ma propone solo programmi musicali: programmi di videoclip a rotazione, sequenze dei brani più ascoltati del momento, classifiche dei singoli dell'Italia e dell'Europa, programmi musicali a tema, video di MTV Push e MTV New Generation.
Il 29 ottobre 2013 avviene un leggero restyling del logo che porta al cambiamento di alcune sigle e grafiche utilizzate dal canale.
Dal 1º agosto 2015 sulla piattaforma Sky Italia il canale entra a far parte del pacchetto Sky Famiglia.
La mattina del 1º luglio 2016 il canale lascia il digitale terrestre (dove viene sostituito da VH1), ma prosegue su Sky. L'ultimo videoclip trasmesso sul digitale terrestre è Il paradiso non esiste di Emma.
Il 31 luglio 2017 cambia numerazione assieme ai canali europei MTV Rocks e Hits spostandosi dal 708 al 704 (precedentemente occupato da quest'ultimo). In occasione di ciò, cambia anche logo e grafiche uniformandosi alla versione britannica.
L'8 luglio 2020 abbandona il pacchetto Sky Famiglia e migrando in Sky TV è stato reso disponibile anche al 131.
Il 1º luglio 2021, in seguito ad una riorganizzazione di alcuni canali Sky, si trasferisce dalla posizione 131 alla 132.
L'8 ottobre 2021 rinnova il proprio logo e le grafiche di rete a seguito del rebrand internazionale di MTV.

## Programmi

### In onda
- 100% Music
- 100% Italian Hits
- New Zone
- MTV Push
- MTV New Generation
- Hitlist Italia
- Euro Top Chart
- Top 10
- MTV Most Wanted
- Yo! MTV Raps

- 10 of the Best
- 100% Dance
- Hitlist Italia Shuffle
- Euro Top Chart Shuffle
- 100 Greatest Hip Hop Songs
- 3x1
- America's Best Dance Crew
- Behind the Music
- Classic 2Night
- Dai Canta
- Fame
- Famous Crime Scene
- Fan Club
- Flight of the Conchords
- IMTV
- Karaoke Box
- MtvMusic.com
- My TRL Video
- Pop 2Night
- Pop Up Videos
- Rock 2Night
- Storytellers
- Taking the Stage
- The Official Top 20
- TRL The Battle
- Top Hits
- Urban 2Night
- Your MTV Chart
- 100% Top Songs
- Sexy Videos
- Top 30

## Ascolti sul DTT

### Share 24h* di MTV Music
*Giorno medio mensile su target individui 4+.
|      | gennaio | febbraio | marzo | aprile | maggio | giugno | luglio | agosto | settembre | ottobre | novembre | dicembre | Media anno |
| ---- | ------- | -------- | ----- | ------ | ------ | ------ | ------ | ------ | --------- | ------- | -------- | -------- | ---------- |
| 2012 | N.R.    | N.R.     | N.R.  | N.R.   | N.R.   | N.R.   | N.R.   | N.R.   | N.R.      | 0,13%   | 0,14%    | 0,15%    | 0,14%      |
| 2013 | 0,14%   | 0,15%    | 0,17% | 0,19%  | 0,19%  | 0,24%  | 0,27%  | 0,28%  | 0,25%     | 0,23%   | 0,22%    | 0,25%    | 0,21%      |
| 2014 | 0,23%   | 0,19%    | 0,19% | 0,22%  | 0,20%  | 0,22%  | 0,22%  | 0,30%  | 0,21%     | 0,18%   | 0,17%    | 0,22%    | 0,21%      |
| 2015 | 0,19%   | 0,21%    | 0,23% | 0,23%  | 0,22%  | 0,29%  | 0,32%  | 0,34%  | 0,27%     | 0,21%   | 0,21%    | 0,26%    | 0,24%      |
| 2016 | 0,20%   | 0,19%    | 0,19% | 0,20%  | 0,18%  | 0,23%  | N.R.   | N.R.   | N.R.      | N.R.    | N.R.     | N.R.     |            |

## Loghi

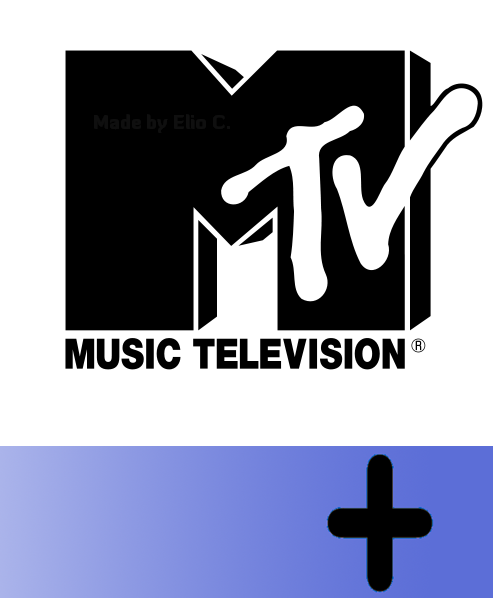
17 maggio 2010 - 1º marzo 2011
1º marzo - 1º luglio 2011
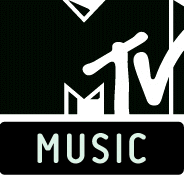
1º luglio 2011 - 29 ottobre 2013
29 ottobre 2013 - 31 luglio 2017
31 luglio 2017 - 8 ottobre 2021
In uso dall'8 ottobre 2021